# John McCarthy (compositore)
John McCarthy (Toronto, 27 giugno 1961) è un compositore canadese.
Ha composto musiche per film e serie televisive.

## Filmografia parziale

### Cinema
- La natura ambigua dell'amore (Love and Human Remains), regia di Denys Arcand (1993)
- Dischord, regia di Mark Wilkinson (2001)
- Tempo, regia di Eric Styles (2003)
- The Stone Angel, regia di Kari Skogland (2007)
- Faces in the Crowd - Frammenti di un omicidio (Faces in The Crowd), regia di Julien Magnat (2011)
- Anything for Jackson, regia di Justin G. Dyck (2020)

### Televisione
- Due South - Due poliziotti a Chicago (Due South) - serie TV, 41 episodi (1994-1996)
- Spicy City - serie TV d'animazione, 6 episodi (1997)
- Jonny Zero - serie TV, 7 episodi (2005)
- My Own Worst Enemy - serie TV, 9 episodi (2008)
- Battle Creek - serie TV, 2 episodi (2015)

## Premi
- Dale Melbourne Award al Marco Island Film Festival - vinto nel 2001 per Dischord[1]
- Genie Award - vinto nel 2009 per The Stone Angel[2]